# Slaget på Bysjöns is
Slaget på Bysjöns is var ett slag som utkämpades mellan svenska och, till största delen, norska trupper på Bysjön, Eda socken och Jösse härad, i västra Värmland den 22 december 1644. Det utkämpades under Torstensonskriget (1643–1645) mellan Sverige och Danmark-Norge, som lokalt kallas Hannibalsfejden. Den dansk-norska segern innebar att den anfallande armén kunde fortsätta mot Värmland och Dalsland.

## Inledning
Hösten 1643 gick fältmarskalk Lennart Torstenson, på order av svenska rådet, med svenska armén från Tyskland norrut och in i danska Jylland, och därmed inleddes Torstensons krig. För att lätta på det militära trycket i söder började ståthållaren i Norge, Hannibal Sehested, att förbereda för militära operationer mot Sverige utefter norska gränsen, från Jämtland till Göteborg. Dessa operationer, senare kallade Hannibalsfejden, skulle tvinga Sverige att också använda trupper till försvar, och inte bara till att anfalla Danmark.
I januari 1644 sändes brev till landshövdingarna i de svenska gränslänen att låta upprätta vårdkasar med vakter för att bevaka gränsen. Värmlands landshövding, överste Olof Stake, fick order att hålla 100 man på vakt vid gränsen och att meddela bönderna att, när de såg bål tändas eller att det ringde i kyrkklockorna, så skulle de samlas på vissa förutbestämda platser. På vägen mellan norska Vinger, nuvarande Kongsvinger, och Karlstad förbereddes försvaret genom att bygga Morast skans vid nuvarande Charlottenberg, under vintern och våren 1644. På den norska sidan av vägen gjordes motsvarande förberedelser med vårdkasar och skansbyggen, bland annat vid Magnor och Midtskog. Sehested drev också på utrustningen av en stående norsk armé, som formellt bildats 1641 men vars sex regementen inte var färdigutbildade. Under 1644 ökade antalet trupper på norska sidan av gränsen, och i november anföll Sehested med sin nya norska armé in i Värmland med 4 480 man och 18 kanoner.

## Förberedelser till slaget

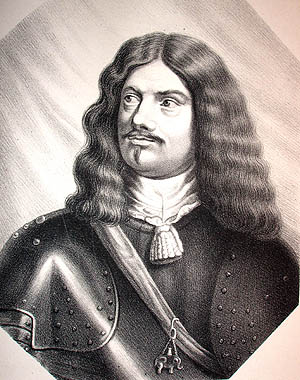
Hannibal Sehested, ståthållare i Norge.

Morast skans intogs snabbt den 18 november, utan förluster av soldater på någondera sidan. Kommendant och besättning togs till fånga. De norska trupperna stannade därefter vid Morast till i mitten av december. På svensk sida utnyttjade man tiden genom att fälla träd över vägarna, förhuggningar eller bråtar, vilket hindrade de anfallande soldaterna att komma fram. Vintervägen över Bysjön spärrades genom att såga upp en vak tvärs över sjön mellan By och Vittensten. Den uppsågade isen användes till bröstvärn vilket gav försvararna en stark position. Försvaret leddes av kapten Lorentz Hansson vid Närke-Värmlands regemente.
Den 17 december bröt den norska styrkan upp från Morast, marscherade söderut till Eda kyrka och slog läger vid Hammar på Bysjöns norra strand. Den 19 marscherade norska trupper ut på isen, samtidigt som rytteri försökte ta sig runt på båda sidor av Bysjön. Under hela dagen förekom småstrider ute på isen, och vid bråtarna. Med små förluster på båda sidor drog sig de norska trupperna tillbaka då mörkret föll.

## Slagets förlopp
Tidigt om morgonen söndagen den 22 december ryckte de norska soldaterna under Sehesteds befäl ut på Bysjöns is. Svenskarna bedömde den norska styrkan till cirka 4 000 man, ryttare och fotsoldater, samt 5 eller 6 kanoner. De lokala bönderna fanns vid den uppsågade vaken ute på isen, med två kompanier ryttare och några hundra finska soldater på sidorna. Den vänstra flygeln stod vid en skogslund på västra stranden av sjön, medan den högra stod vid sjöns östra strand, där branta berg stupade ner i vattnet. Upprepade gånger försökte de norska soldaterna ta sig över vaken med hjälp av långa plankor, men utan att lyckas. Deras oskyddade läge ute på isen orsakade stora norska förluster.

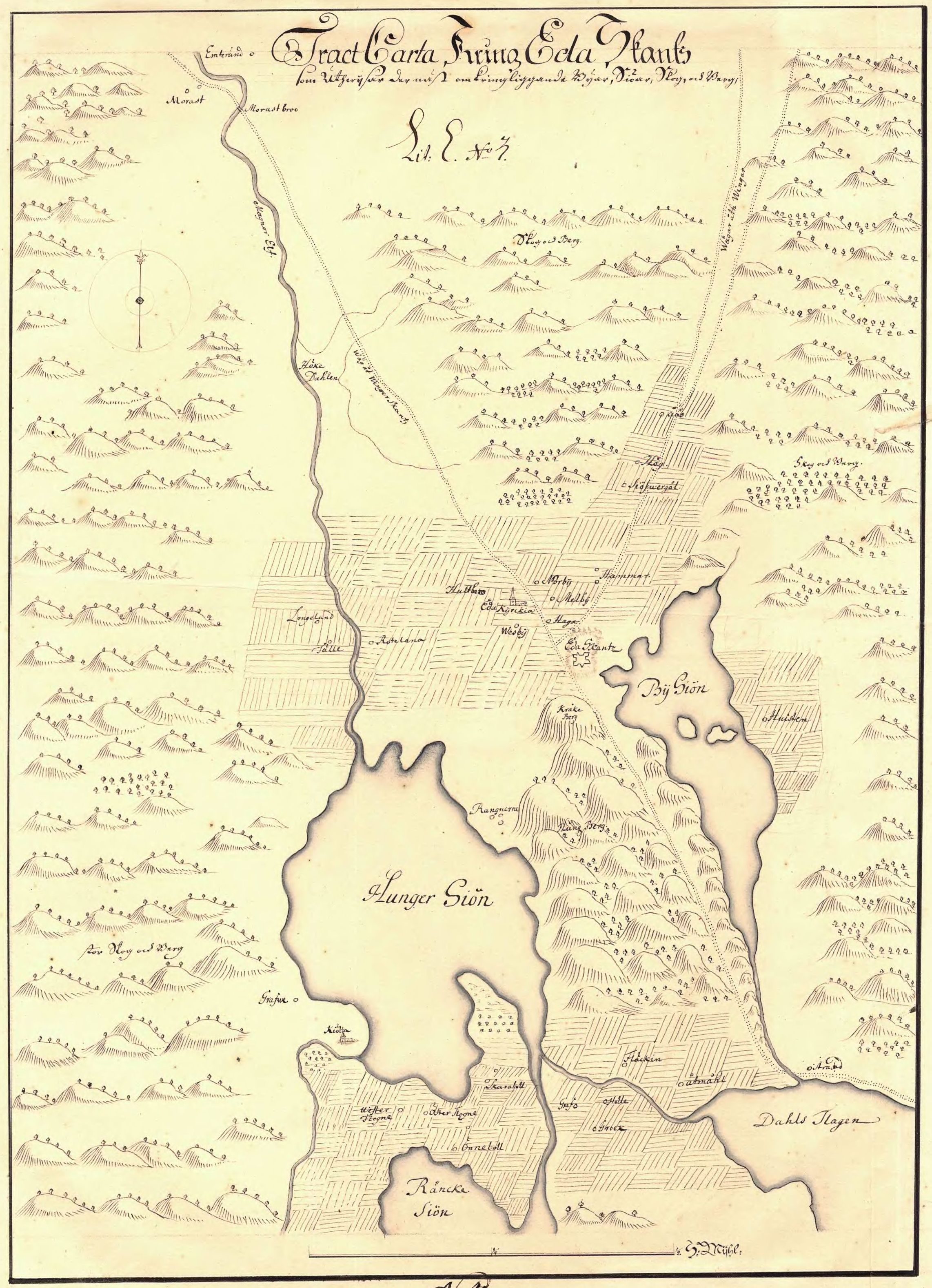
Karta över området kring Eda skans från cirka år 1700 som ger en uppfattning om terrängen runt sjöarna Bysjön och Hugn. Eda skans byggdes 1657. Källa: Krigsarkivet

Vid solnedgången gjorde ett antal faktorer att de norska soldaterna kunde bryta igenom. Kulor och krut började att ta slut för svenskarna. Borgare och båtsmän från Karlstad, som fanns bland försvararna, skar ut tennknappar från kläderna för att använda som kulor. Kapten Hansson, som ledde striden från vänstra flygeln, fick en kula i axeln och kunde inte fortsätta föra befälet. De försvarande bönderna hamnade därför i oordning, och flydde åt olika håll i mörkret. En avdelning ur Akershus regemente, befälhavare överstelöjtnant Georg Reichwein, lyckades till slut ta sig runt och besätta en höjd väster om sjön, varifrån de kunde beskjuta den svenska förhuggningen från sidan. En samtida skrivelse beskrev händelseförloppet att "Allmogen måste salvera med flygten och gingo hwar hem till sitt". Det svenska rytteriet öster om sjön kunde inte utnyttjas, utan drog sig tillbaka mot sydöst till Frykerud. De norska soldaterna slog nattläger vid de tidigare svenska ryttarposteringarna vid By och några slog också läger vid Åmot, nuvarande Åmotfors.

## Konsekvenser av slaget
Svenskarna hade förlorat mellan 30 och 50 man döda. På norsk sida fördes 60 man sårade tillbaka till Midtskog skans, och cirka 100 man beräknas ha dött på grund av det dåliga skyddet vid anfallen öppet över isen. Nyheten om förlusten väckte bestörtning i Sverige, och Olof Stake begärde i ett brev från Kyrkerud den 24 december, Gabriel Oxenstierna om snabb undsättning. I ett annat brev från Berendt Olsson till en kamrer Pederson i Karlstad den 23 december heter det: "Vet ingen råd. Kommer ej snar hjälp, går Karlstad och hela landet förloradt".
Sehested var mycket stolt över sin seger, den första han vunnit på slagfältet. 
| ”                   | Jag har själv haft den äran, att Olof Stakes soldater skänkt mig till nyår tvenne kulor genom mössan på mitt huvud, dock utan skada. | „ |
| – Hannibal Sehested | |   |

Sehested skriver också att vägen till Karlstad nu stod öppen, och att det mellan denna stad och Stockholm inte fanns några trupper. I Köpenhamn gick ryktet att han redan var på väg mot Stockholm. I praktiken var hans styrka för liten, och han måste räkna med risken att bli avskuren från Norge. Därför fortsatte han söderut och tog sitt högkvarter i Silleruds prästgård, med möjlighet att därifrån gå vidare mot Karlstad, eller söderut mot Dalsland.